# Шуранкуль (деревня)
Шуранкуль — деревня в Красноармейском районе Челябинской области России. Входит в состав Русско-Теченского сельского поселения.

## География
Деревня Шуранкуль расположена на северо-востоке Челябинской области, в лесостепной зоне, на берегу озера Шуранкуль , на расстоянии 59 километров (по прямой) к северо-востоку от села Миасского, административного центра района. Абсолютная высота 162 метра над уровнем моря.

## История
Этимология
Географ и топонимист Челябинской области Н. И. Шувалов писал:
Шуранкуль, озеро, деревня, Красноармейский район. По именованию обитавшей здесь семейно-родственной группы шуран из башкирского племени табынцев. В основе — древнее башкирское мужское имя Шуран
Таким образом, гидроним происходит от слов шуран + озеро (куль — в переводе с тюркского — озеро).

## Население
| 2002 | 2010 |
| ---- | ---- |
| 76   | ↘73  |

Гендерный состав
По данным Всероссийской переписи населения 2010 года в гендерной структуре населения мужчины составляли 46,6 %, женщины — 53,4 %.
Национальный состав
Согласно результатам переписи 2002 года, в национальной структуре населения русские составляли 96 %.

## Улицы
Уличная сеть села состоит из четырёх улиц.